# Tingley (Iowa)
Pour les articles homonymes, voir Tingley (homonymie).
Tingley est une ville du comté de Ringgold, en Iowa, aux États-Unis. Elle est  incorporée le 17 juin 1884.

## Source de la traduction
- (en) Cet article est partiellement ou en totalité issu de l’article de Wikipédia en anglais intitulé « Tingley, Iowa » (voir la liste des auteurs).